# Slutsk
Slutsk (en bielorruso: Слуцк; en ruso: Слуцк; en polaco: Słuck) es una ciudad subdistrital de Bielorrusia, capital del distrito homónimo en la provincia de Minsk.
Por aquí pasa el río Sluch, 105 km al sur de Minsk. En 2010 su población era de 61400 habitantes.

## Geografía

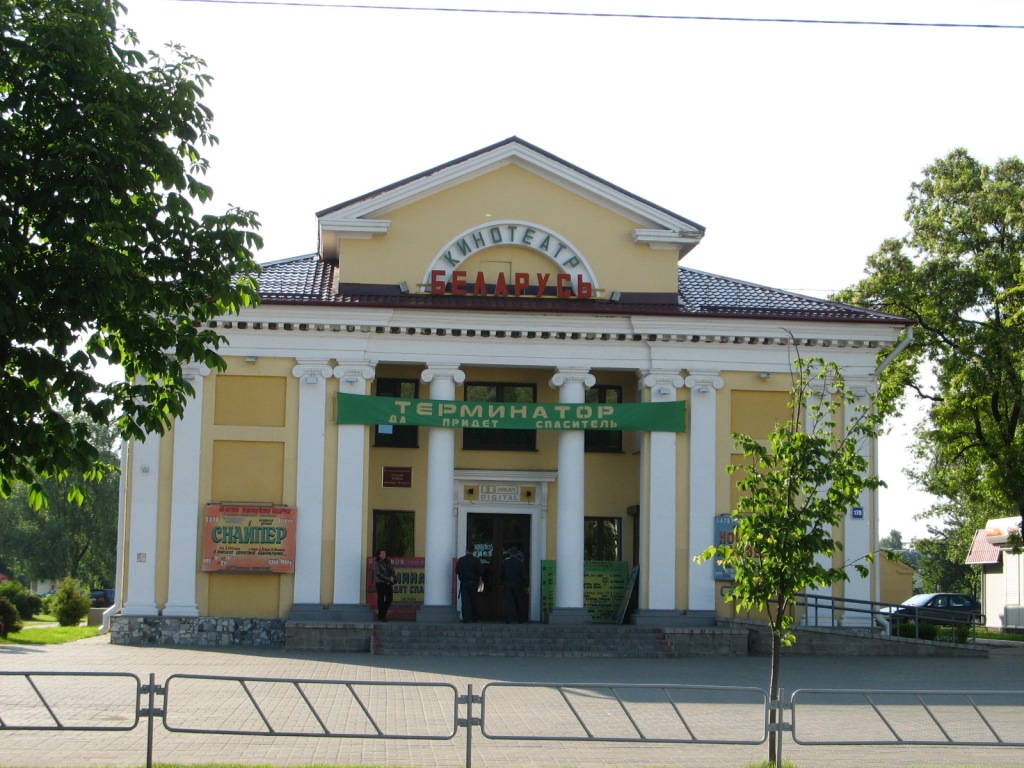
Teatro-cine "Bielorrusia"

La ciudad se encuentra en el suroeste de su Voblast (región en bielorruso), no muy lejos de la ciudad de Soligorsk.

## Historia
Slutsk apareció por primera vez en la escritura en el año 1116. Formaba parte del Principado de Túrov y Pinsk, pero en 1160 se convirtió en la capital del separado Principado de Slutsk. Desde 1320–1330, formó parte de los dominios del Gran Duque de Lituania. Después formó parte de las familias Olelkóvich y Radziwiłł, que transformaron la ciudad en un centro de la Iglesia Reformada Polaca, con un gimnasio que existió hasta 1918.
En el siglo XVII, la ciudad fue famosa por sus fábricas de cinturones de kontusz, una de las más caras y lujosas piezas de las prendas de vestir de la szlachta. A causa de la popularidad de los cinturones hechos en Slutsk, todos los cinturones usados en los żupan solían llamarse Los Cinturones de Slutsk, aunque fuesen realizados en otro lugar que no fuese Slutsk.
Hasta la Segunda Guerra Mundial y los Incidentes de Slutsk en la ciudad predominaba el judaísmo, ahora no hay más de 100 judíos en la ciudad.
En 1920, Slutsk fue el centro de un gran levantamiento anti-bolchevique en la República Popular Bielorrusa, conocido como el levantamiento de Slutsk.

## Personas importantes nacidas aquí
- Isaac Dov Berkowitz
- Maria Bohuszewiczówna
- Semión Kósberg
- Boruch Ber Leibowitz
- Princesa Sofía de Slutsk, una santa medieval Ortodoxa Oriental.

## Relaciones internacionales

### Ciudades hermanadas
Slutsk está hermanada con:
- Sérpujov, Rusia
- Brovary, Ucrania
- Sisian, Armenia (desde 2008)
- Shaki, Azerbaiyán (desde 2009)